# Голо Бардо
Голо бардо (болг. Голо бърдо) — гора в Країштенсько-Іхтиманському регіоні західної Болгарії, розташована на території Перницької області, на південно-східному кінці Верило-Руйських хребтів.

## Географічна характеристика
Гора тягнеться з північного заходу на південний схід близько 25 км, а її ширина — 6-7 км. На північний схід і на південний захід її схили поступово доходять до Перницької і Радомирської котловини. На заході Чордарська ущелина річки Струма відокремлює її від Чорної гори, а на південному сході — верхня течія Струми — від гори Вітоша. На південь від села Боснек через сідловину на висоті 933 м гори Голо Бардо і Вітоша з'єднуються.
Хребет гори розташований на висоті 1000—1100 м над рівнем моря, а його схили слабо нахилені, обезлісені і виборожені ярами. Його найвища точка — пік Крушка (1157,7 м), розташований приблизно в 3 км на південний захід від міста Перник. Він складений з тріасового вапняку, доломіту і мармуру. Масивний розвиток має поверхневий і підземний карст, а по його периферії тече багато карстових джерел. Клімат помірно континентальний. Майже вся гора дає початок малим і коротким лівим притокам Струми, а її крайні південні схили дають початок правим притокам річки Арката (ліва притока Струми). Ґрунтовий покрив переважно представлений коричневими і світло-коричневими ґрунтами, сильно еродованими. Тут на північних схилах гори зустрічаються рідкісні листяні ліси. У заповіднику Остриця, одному з найстаріших охоронюваних територій Болгарії, існує різноманітна трав'яна асоціація з рідкісними видами рослин.

## Поселення
Біля підніжжя гори розташовані 3 міста та 6 селищ: Батановці, Горішня Диканя, Долішня Диканя, Друган, Кралев- Дол, Перник, Радомир, Старо-село та Студена.

## Гірські притулки
На горі розташовані притулки «Славей», «Орліте» та «Кралів Дол».
- Притулок Славей розташований в урочищі «Ранчово градіште», на висоті 1100 м над рівнем моря. Поруч знаходиться колишня штучна лижна стежка «Голо Бардо», яка на даний момент не функціонує. Притулок — масивна двоповерхова будівля місткістю 40 місць. Будівля з водопостачанням, електрифікована, опалюється електрикою, є печі на твердому паливі, туристична кухня та їдальня. Сусідні туристичні об'єкти: неподалік — залишки трьох фортець Кракра Пернішки — Голямо Градіште, Малко-Градіште і Ранчово-Градіште, «Орли» — 1,30 год, «Кралев дол» — 1.30 г. Вихідні пункти: Станція Перник (на залізничній лінії Софія-Радомир-Кулата (Гюєшево)) — 1.30 год.

- Притулок Орліте розташований в урочищі «Червена Ябулка», на висоті 950 м над рівнем моря. Є гірськолижний схил з невеликим підйомником. Притулок — це масивна двоповерхова будівля місткістю 55 місць. Будівля електрифікована, з водопостачанням, центральним опаленням, є їдальня, ресторан. Сусідні туристичні об'єкти: «Славей» — 1,40 години пішки, пік Остриця (1147 м) і однойменний заповідник — 2,00 год. «Кралев дол» — 3,00 г. Вихідні пункти: Радомир (залізнична станція Софія-Кулата (Гюєшево)) — 1,30 год.

- Притулок Кралев Дол розташований біля села Кралев Дол. Це масивна двоповерхова будівля місткістю 20 місць.

## Транспорт
У південно-східній частині гори, від долини Струми до села Долішня Диканя, протягом 7,3 км проходить ділянка Струмського шосе.
На її північно-західному підніжжі, між Радомиром і Перником, понад 11,5 км проходить ділянка дороги першого класу № 6 Державної автомобільної мережі КПП «Гюєшево» — Софія — Карлово — Бургас.
Уздовж першокласної дороги між станціями Перник і Радомир проходить ділянка залізничної лінії Софія — Радомир — Кулата (Гюєшево)

## Топографічна карта
- Аркуш карти K- Радомир. Масштаб: 1 : 100 000. Стан місцевості на 1978 р. (болг.)
- Аркуш карти K- Перник. Масштаб: 1 : 100 000. (болг.)